# Ай-Пысесъёган
Ай-Пысесъёган (устар. Ай-Пысес-Ёган) — река в России, протекает по Нижневартовскому району Ханты-Мансийского АО. Устье реки находится в 107 км от устья реки Сороминской по правому берегу. Длина реки составляет 58 км, площадь водосборного бассейна — 354 км². Высота устья — 48 м над уровнем моря.

## Данные водного реестра
По данным государственного водного реестра России относится к Верхнеобскому бассейновому округу, водохозяйственный участок реки — Вах, речной подбассейн реки — бассейны притоков (Верхней) Оби от Васюгана до Ваха. Речной бассейн реки — (Верхняя) Обь до впадения Иртыша.